# Гидрофеиты

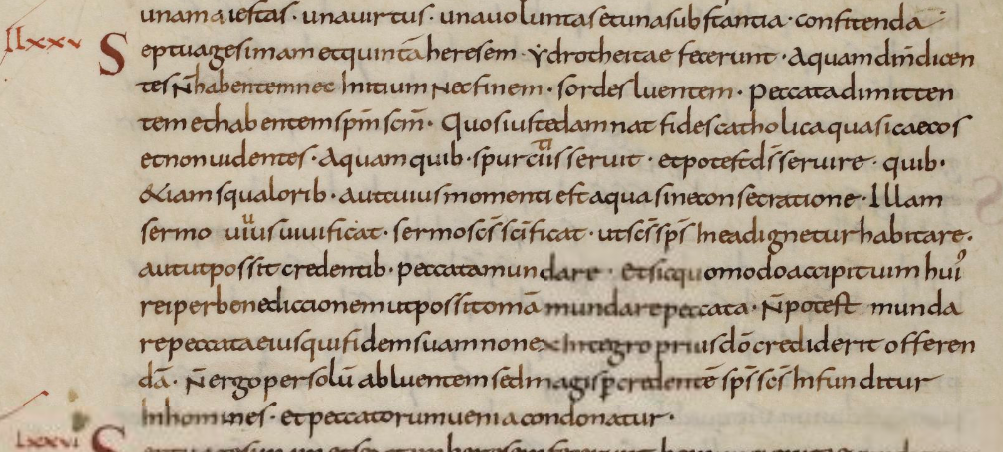
«Praedestinatus». Глава LXXV. Гидрофеиты. Рукопись IX века. Национальная библиотека Франции

Гидрофеи́ты (лат. hydrotheitae от др.-греч. ὕδωρ — «вода» + др.-греч. θεῖος — «божественный») — еретики конца IV — начала V века, описанные Филастрием в книге «Liber de Haeresibus» и Августином в книге «De Haeresibus ad Quodvultdeum Liber Unus»; у первого автора это 96 ересь, у второго автора это 75 ересь. У Филастрия и Августина эти еретики без названия; название этой ереси, употреблено безымянным автором трактата «Предестинат» (лат. «Praedestinatus»). Гидрофеиты получили своё название от оппонентов благодаря своему учению. Согласно учению гидрофеитов вода не имеет ни начала, ни конца, она не создана, а совечна Богу. Противники обвиняли гидрофеитов в том, что они воду сделали Богом. О численности гидрофеитов Филастрий, Августин и автор «Предестината» ничего не сообщают.